# Il giovane Routy
Il giovane Routy  (il titolo originale è "Le jeune Routy" ) è un dipinto a olio su tela (30 x 49 cm) realizzato nel 1883 dal pittore francese Henri de Toulouse-Lautrec. È conservato nel Musée Toulouse-Lautrec di Albì.
È probabilmente il più bel paesaggio dipinto da Lautrec, e spiega perfettamente il pensiero che l'artista aveva sul paesaggio , quello cioè di utilizzarlo come complemento per far capire meglio la personalità della figura.
L'opera risente ancora degli insegnamenti accademici di Léon Bonnat, che consigliava ai suoi allievi di non mischiare troppo i colori sulla tavolozza per rendere il soggetto più luminoso.
Il contadino raffigurato, intento ad intagliare un ramo, è uno dei tanti braccianti che lavoravano nelle tenute di famiglia, infatti i conti di Toulouse appartenevano alla tipica aristocrazia di provincia, proprietaria terriera, che traeva profitti dalle loro tenute nel Midi e nella Gironde.
Il giovane Lautrec, durante le vacanze estive si esercitava ritraendo i contadini dietro il pagamento di 75 centesimi a seduta.